# موزه ملی سودان
موزه ملی سودان یک موزه ملی در سودان که در سال ۱۹۷۱ میلادی تأسیس شده‌است.این ساختمان دو طبقه در ۱۹۵۵ ساخته شد.این موزه شامل بزرگترین و مهم‌ترین مجموعه باستان‌شناسی در کشور سودان است. این موزه دارای نمایشگاهی از مبدأ تاریخ سودان مانند پادشاهی کوش و مصر باستان می‌باشد. موزه ملی سودان در خارطوم و موزه باستان‌شناسی جبل بارکال با بودجه قابل ملاحظه‌ای به میزان ۲۳۰٬۰۰۰ دلار توسط آمریکا تحت یک پروژه آزمایشی یونسکو بازسازی شد.